# Marc Lingk

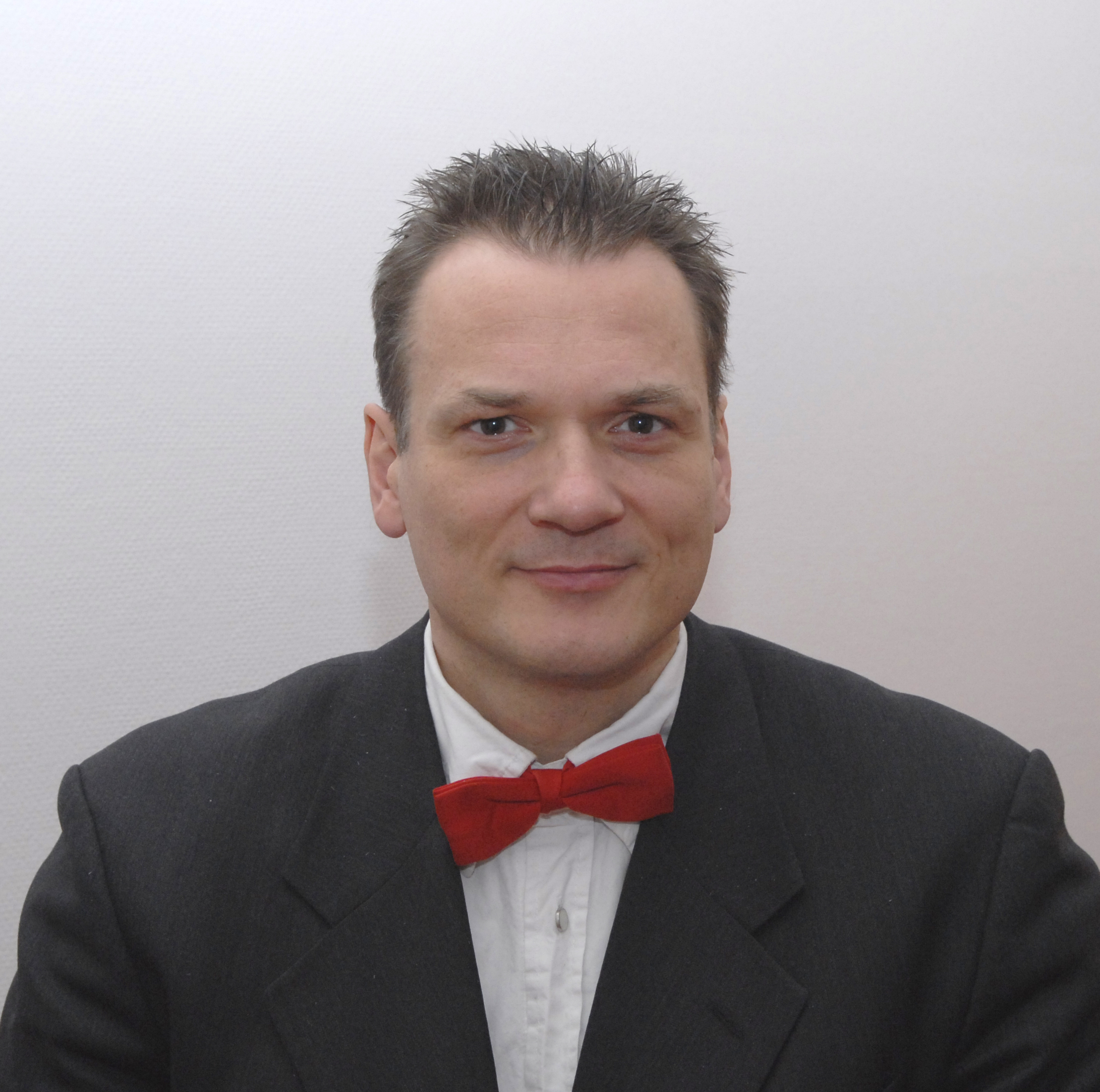
Marc Lingk

Marc Lingk (* 5. März 1964 in Berlin) ist ein deutscher Komponist und Softwareentwickler.

## Leben
Lingk, Sohn eines Porzellangroßhändlers, verbrachte seine Kindheit in Paris, Frankreich. Er besuchte dort die Internationale Schule und erhielt eine musikalische Ausbildung in den Bereichen Klavier, Solfège, Harmonielehre, Schlagzeug, Synthesizer und Posaune. Er studierte Physik an der Technischen Universität Berlin und absolvierte ein Studium der Komposition an der Hochschule der Künste Berlin. Seine Lehrer waren Witold Szalonek, Dieter Schnebel, Frank Michael Beyer und Wolfgang Rihm.

## Werk
In seinem kompositorischen Werk verbindet Lingk Informatik, Technik, Physik und Musik. Zahlreiche Kompositionen sind entstanden für sehr unterschiedliche Besetzungen, Stile und Anwendungsgebiete, so z. B. Kammermusik, elektronische Musik sowie Orchesterwerke und Mischformen. Er komponierte Musikstücke für den Konzertsaal, Theater-, Tanztheater- und Filmmusiken, elektronische und informatische interaktive Klanginstallationen.
So komponierte er unter anderem 2001 die Musik für das Regieprojekt Villa dei Misteri von Ivan Stanev in den Sophiensaelen in Berlin, 2007 die Musik für das tschechische Stelzentheaterprojekt Phalanx Bamboo beim Internationalen Theaterfestival in Potsdam.
An der Deutschen Film- und Fernsehakademie Berlin vertonte er mehrere Filme, unter anderem drei Filme des Regisseurs Detlev Buck.
Das Modern Art Sextet spielte mehrere Uraufführungen von Marc Lingk in Berlin. 1994 erfolgte im Rahmen der Konzertreihe Berliner Haiku die Uraufführung von Lingks Komposition Mandelröschen für Flöte, Klarinette, Violine, Viola, Cello, und Klavier. Weitere Aufführungen fanden im Meistersaal und im Konzerthaus Berlin statt. 1995 folgte die Uraufführung von Sextett, ebenfalls für Flöte, Klarinette, Violine, Viola, Cello und Klavier im Meistersaal Berlin. 2005 erfolgte im Konzerthaus Berlin im Rahmen der Konzertreihe Netze/Schatten die Uraufführung von Lingks Komposition Ratatouille und Spiegelei, ebenfalls für Flöte, Klarinette, Violine, Viola, Cello, und Klavier.
Illusions fétiches wurde 1997 vom Ensemble United Berlin aufgeführt.
Im April 2006 gründete er die Musikerformation Elektronisches Glück. 2007 trat er mit Elektronisches Glück auf dem Fusion Festival in Lärz auf. Mit dem Projekt Elektronisches Glück spielte Lingk in den Folgejahren regelmäßig. Im Februar 2016 fand eine Aufführung im MIME-Centrum Berlin im Künstlerhaus Bethanien zusammen mit dem Tänzer und Choreographen Ingo Reulecke statt.
Mit dem mexikanischen Künstler Erick Meyenberg entwickelte er 2007/08 eine Raum-, Klang- und Musikinstallation mit Texten von Rosa Luxemburg für das Museo Universitario Arte Contemporáneo (MUAC) in Mexiko-Stadt, die dort als Dauerausstellung gezeigt wird. 2008 komponierte und programmierte er für die Expo 2008 in Zaragoza die interaktive Musik zur Sala Agua.
Im März 2009 fand im Rahmen der Konzertreihe Unerhörte Musik die Uraufführung von Lingks Komposition TimeFreeze for Quartett im Berliner BKA-Theater statt. Die Komposition wurde außerdem im Mai 2009 bei der Veranstaltungsreihe Lange Nacht der Kammermusik im Brandenburger Theater aufgeführt. 2009 trat er im Rahmen der Konzerte mit zeitgenössischer Musik im ohrenstrandmobil im Berliner Hauptbahnhof auf.
2009 entwickelte er außerdem die Klanginstallationen für die Performance Translux – Durch das Licht, die Rahmen des Festivals Theaterland Steiermark aufgeführt wurde. 2010 gewann er den Operare-Preis; das von ihm konzipierte Werk JudoOper, ein „sportliches Musiktheater“, wurde mehrmals im Zentrum des Berliner Hauptbahnhofes aufgeführt.
Im Herbst 2010 stellte er im Rahmen der Ausstellung Zur Nachahmung empfohlen, die in den Uferhallen in Berlin-Wedding stattfand, das gemeinsam mit der Künstlerin Marlen Liebau entwickelte Werk Sonnengesänge, eine solare Klanginstallation, aus. Diese Ausstellung ging anschließend 8 Jahre lang auf Welttournee.	
2011 entwickelte im Rahmen eines internationalen Workshops zusammen mit dem Choreographen Gaetano Battezzato mit elektronischer Musik das Ballett Transition. 2015 fand am Staatstheater Cottbus die Uraufführung des Balletts SchwanenSeele mit Musik von Marc Lingk statt.
2016 entstand in Zusammenarbeit mit der Malerin Boriana Pertchinska das Klangobjekt SprachBox, ein interaktives Klangkunst-Objekt. 2017 präsentierten Pertchinska und Marc Lingk eine Ausstellung in der Galerie Sredez in Sofia.
Er arbeitete mit Ulrich Krieger, Yoriko Ikeya, Ensemble Modern, Wladimir Jurowski, Hans Zender, Friedrich Goldmann, Ingo Reulecke, Klaus Schöpp (Modern Art Ensemble), Marlen Liebau und Boriana Pertchinska zusammen.

## Performer/Interpret
Marc Lingk ist als Elektronikmusiker, Keyboarder/Pianist, Posaunist, Sprecher/Sänger unter anderem in den Formationen Orpheus, ExtremQuartett, Blackout, Session03, Elektronisches Glück, Überknot und CubanoElectro aufgetreten.

## Softwareentwicklung
Lingk entwickelte eigene Softwaretools, AudioVirtualityProductions, C++, PD-Patches
öffentliche Produkte: TimeFreezer, TimeWorm (Nachfolger vom Groovemodulator). Auf der Expo 2008 wurde der Pavillon Sala Agua von ihm als interaktiven Film beschallt, welcher dafür den „World Media Festival-Preis“ erhalten hat. Weltweit wird der TimeFreezer von zahlreichen Musikern benutzt, so z. B. von Tangerine Dream, Kraftwerk und Depeche Mode.